# Дрожь земли 5: Кровное родство
«Дрожь земли 5: Кровное родство» (англ. Tremors 5: Bloodlines) — американский фантастический триллер, продолжающий историю после фильма «Дрожь земли 3» о подземных монстрах-червях. Фильм является пятым в серии, не считая сериала.
Фильм вышел через 11 лет после фильма Дрожь земли 4: Легенда начинается и стал перезапуском франшизы от кинокомпании Universal Studios. Это была первая часть в серии, сделанная без участия Stampede Entertainment, а именно продюсерской компании, созданной командой сценаристов, создавшей прошлые части. Вместо этого Universal решила сохранить весь творческий контроль.
Фильм получил неоднозначную реакцию профессиональных критиков, но больше положительных отзывов от поклонников франшизы.

## Аннотация
Спустя много лет после 3-й части главный герой, постаревший Берт Гаммер, который стал инструктором по выживанию, получает новость — грабоиды терроризируют теперь жителей Южной Африки. Грабоиды со временем превратились в ещё более опасных тварей.

## Сюжет
Берт Гаммер, теперь звезда своего собственного веб-сериала о выживании, и его новый оператор Трэвис Велкер, к ним присоединяется внучка Гаммера Стефани. Компания  встречаются с агентами Министерства дикой природы Южной Африки Эриком Ван Виком и Йоханом Дрейером, которые нанимают их для борьбы с новыми грабоидами в Южной Африке. Летя к месту, Берт подружился с их пилотом Деном Брейверсом. Когда тяжелое вооружение Берта конфисковано из-за законов Южной Африки об оружии, Эрик предоставляет им небольшую коллекцию оружия, которое он собрал, хотя Берт протестует, что их калибр слишком мал, чтобы убивать монстров. Команда поселилась в приюте для животных, где Трэвис подружился с маленькой девочкой по имени Амале и вскоре влюбился в доктора Нанди Монтабу, мать девочки. Это начинает соперничество с местным жителем по имени Барути, который также влюблен в Нанди.
Два палеонтолога празднуют, обнаружив на раскопках окаменелые останки грабоидов, но на них нападают и съедают. Исследуя место происшествия,Берт со Стефани видят окаменелость и понимают, что это другая порода грабоидов. Пока Трэвис посещает местный племенной танец с Нанди, работник приюта по имени Таба подвергается нападению ассбластера и уносится. Берт приказывает эвакуировать убежище, а затем вместе с Эриком и Дрейером отправляется в путь. Они находят грабоида в пещере, и Берт убивает летающего монстра, который убивает Дрейера, когда падает с неба. Когда Берт обнаруживает, что новые грабоиды откладывают яйца потомства, Эрик, являющийся браконьером, запирает Берта в металлической клетке и уходит с яйцами, планируя продать их на чёрном рынке.
Стефани и Трэвис находят Берта на следующий день, но когда их грузовик ломается, они пешком возвращаются в убежище. В пустыне они обнаруживают, что грузовик Эрика разбился, и Эрик убегает от массивного грабоида со съемными и независимыми щупальцами, которого Берт называет Королевой. Берт стреляет щупальцами, но Королева съедает Эрика. Берт соглашается позволить Трэвису вернуться в пещеру, чтобы разрушить гнездо с помощью гранаты, в то время как он связывается с пилотом Деном для транспорта. В пещере Трэвис убивает гранатой одного из грабоидов, но не может разрушить гнездо. Когда прибывает Ден, Берту удается использовать ракеты своего вертолета, чтобы разрушить гнездо.
Ден отправляет их обратно к грузовику и помогает устранить повреждения. Возвращаясь в убежище, Трэвис говорит Берту, что он его сын, ребёнок на одну ночь во Флориде 40 лет назад. Услышав о подвигах Берта, Трэвис захотел быть похожим на своего отца, Стефани умиляется этим, и обнимает Берта и Трэвиса. В убежище на рабочих нападают грабоиды. Нанди, Амале и Барути удается убить несколько червей. Они направляются в деревню, где обнаруживают, что Амале прячет яйцо грабоидов, поэтому существа продолжали атаковать. Трио снова подвергается нападению, и во время замешательства Амале уходит с яйцом. Прибывают Берт, Стефани и Трэвис и обнаруживают, что деревню осаждают щупальца Королевы. Трэвис забирает яйцо, а Барути уводит Амале в безопасное место. Когда прибывает Королева, Нанди предлагает использовать ежедневную грозу, чтобы убить её. Трэвис отвлекает его, пока жители строят ловушку. Когда разразится буря, Нанди заманивает Королеву яйцом. Молнии, привлеченные металлической ловушкой, уничтожают яйцо и королеву грабоидов. После этого Берт принимает Трэвиса как своего сына, приглашая его присоединиться к нему в его работе. Сцена в середине титров показывает, что Берт и Трэвис теперь являются соведущими реалити-шоу Берта и убивают множество монстров по всему миру.

## В ролях
- Майкл Гросс — Берт Гаммер
- Джейми Кеннеди — Трэвис Б. Уэлкер
- Перл Туси — Доктор Нанди Монтабу
- Эрнест Ндлову — Вождь ндебеле
- Эммануэль Кастис — Доктор Майкл Свон
- Зак Хендрикз — Райли
- Лоуренс Джофф — Бассон
- Натали Бекер — Люсия
- Брэндон Оре — Йохан Дрейер

Майкл Гросс — единственный актёр который появляется во всех фильмах и сериале. В 4-м фильме сыграл Хайрема Гаммера — предка Берта Гаммера.

## Производство
В течение многих лет, прошедших с выхода четвёртой части франшизы, оригинальная команда из Stampede Entertainment не раз предпринимала попытки оживить серию и убедить Universal дать добро на съёмки нового фильма по оригинальному сценарию, написанному С. С. Уилсоном и Брентом Мэддоком в 2004 году.
В 2014 году стало известно о планах компании начать производство пятого фильма франшизы, однако Universal предложила Уилсону и Мэддоку лишь должности исполнительных продюсеров с практически полным отсутствием какого-либо творческого контроля над кастингом, съёмками, локациями, специальными эффектами и прочим, что вынудило их отклонить предложение. Пятая часть заработала 2 600 000 долларов на продажах домашнего видео на внутреннем рынке.

## Продолжение
Продолжение, Дрожь земли: Холодный день в аду, было выпущено 1 мая 2018 года, в котором Майкл Гросс и Джейми Кеннеди продолжают играть свои новообретенные роли отца и сына в роли Берта и Трэвиса.